# Paul L. Stein
Paul L. Stein, all'anagrafe Paul Ludwig Stein, (Vienna, 4 febbraio 1892 – Londra, 2 marzo 1951), è stato un regista e sceneggiatore austriaco naturalizzato britannico.

## Biografia
Nato nel 1892 a Vienna, all'epoca capitale dell'impero austro-ungarico, cominciò la sua carriera di regista cinematografico a Berlino nel 1918, lavorando esclusivamente in Germania fino al 1926. In seguito, si divise tra cinema tedesco e statunitense quando, a Hollywood, diresse stelle come Jeanette MacDonald, Lilian Gish e Constance Bennett.
Nel 1931, Stein si trasferì in Inghilterra, messo contratto dalla British International Pictures per cui diresse numerosi film di grande prestigio, incluse alcune operette molto popolari, prodotte a metà degli anni trenta. Per la maggior parte della sua carriera, gli furono affidati film che si rivolgevano al pubblico femminile. Negli ultimi anni, invece, cambiò registro, passando a dirigere a pellicole noir e di spionaggio. Stein rimase in Inghilterra per il resto della sua carriera, diventando cittadino britannico nel 1938.
Morì a Londra il 2 marzo 1951 all'età di cinquantanove anni.

## Filmografia
La filmografia è completa.

### Regista
- Der gelbe Schein (con il nome Paul Ludwig Stein) co-regia Eugen Illés e Victor Janson (1918)
- Im Schatten des Geldes  (1919)
- Das verlorene Hemd (1919)
- Seine Durchlaucht der Landstreicher (1919)
- Notar Möller (1919)
- Die schwarze Fahne (1919)
- Der Schönheitspreis (1919)
- Gewalt gegen Recht (1920)
- Der Schauspieler der Herzogin (1920)
- Das Rätsel im Menschen (1920)
- Das Martyrium (1920)
- Tagebuch meiner Frau (1920)
- Die geschlossene Kette (1920)
- Das Opfer der Ellen Larsen (1921)
- Sturmflut des Lebens (1921)
- Arme Violetta (1921)
- Ehrenschuld (1921)
- Der ewige Kampf (1921)
- Macht der Versuchung (1922)
- Es leuchtet meine Liebe (1922)
- Die Kette klirrt (1923)
- Ein Traum vom Glück (1924)
- Der Löwe von Venedig (1924)
- Ich liebe dich (1925)
- Die Insel der Träume (1925)
- Liebesfeuer (1925)
- Fünf-Uhr-Tee in der Ackerstraße (1926)
- My Official Wife (1926)
- Show Folks, (1928)
- Don't Tell the Wife (1927)
- La duchessa d'Alba (The Climbers) (1927)
- The Forbidden Woman (1927)
- Man-Made Women (1927)
- Ehre deine Mutter (1928)
- Show Folks (1928)
- The Office Scandal (1929)
- Her Private Affair (1929)
- This Thing Called Love (1929)
- Notte romantica (One Romantic Night) (1930)
- La moglie n. 66 (The Lottery Bride) (1930)
- Sin Takes a Holiday (1930)
- Passione di mamma (Born to Love) (1931)
- The Common Law (1931)
- La mia vita per mio figlio (A Woman Commands) (1932)
- Lily Christine (1932)
- Breach of Promise (1932)
- The Song You Gave Me (1933)
- Il vagone rosso (Red Wagon) (1933)
- Sinfonia d'amore (1934)
- La boheme (Mimi) (1935)
- Heart's Desire (1936)
- Faithful (1936)
- Spionaggio (Cafe Colette) (1937)
- Jane Steps Out (1938)
- Ribalta nera (Black Limelight) (1938)
- Salverò tua figlia (The Outsider) (1939)
- Poison Pen (1939)
- Just Like a Woman (1939)
- It Happened to One Man (1940)
- Talk About Jacqueline (1942)
- The Saint Meets the Tiger (1943)
- Kiss the Bride Goodbye (1945)
- Twilight Hour (1945)
- Waltz Time (1945)
- Accadde a Lisbona (Lisbon Story) (1946)
- Il cavaliere in nero (The Laughing Lady) (1946)
- Counterblast (1948)
- The Twenty Questions Murder Mystery (1950)

### Sceneggiatore
- Seine Durchlaucht der Landstreicher, regia di Paul L. Stein (1919)
- Das Martyrium, regia di Paul L. Stein (1920)
- Das Opfer der Ellen Larsen, regia di Paul L. Stein (1921)
- La regina Kelly (Queen Kelly), regia di Erich von Stroheim - (non accreditato) (1929)
- La gabbia d'oro (Cage of Gold), regia di Basil Dearden (1950)

### Produttore
- Gewalt gegen Recht, regia di Paul L. Stein (1920)
- Tagebuch meiner Frau, regia di Paul L. Stein (1920)
- Kiss the Bride Goodbye, regia di Paul L. Stein (1945)

### Attore
- Zucchero e cannella (Zucker und Zimmt), regia di Ernst Lubitsch (1915)
- Das kommt davon, regia di Rudolf Stiaßny (1919)
- In Sachen Herder contra Brandt, regia di Johannes Guter (1939)

### Film o documentari dove appare Paul L. Stein
- Der Film im Film, regia di Friedrich Porges (1925)